# Успенский, Алексей Александрович
Алексе́й Алекса́ндрович Успе́нский (18 [30] марта 1892, Санкт-Петербург — 8 ноября 1941, Ленинград) — русский советский график и живописец по стеклу, один из основоположников ленинградской школы живописи.

## Биография
Родился 18 (по новому стилю — 30) марта 1892 года в Санкт-Петербурге. В 1917 году окончил Центральное училище технического рисования (ныне — Санкт-Петербургская художественно-промышленная академия имени А. Л. Штиглица). В 1919 году стал организатором и первым руководителем художественной школы в Петрограде, руководил её работой вплоть до 1924 года. В 1930—1934 годах преподавал в Академии художеств, в 1933—1941 годах был преподавателем в художественной мастерской Института народов Севера в Ленинграде. Считается одним из основоположников Ленинградской школы живописи.
Успенский начинал как график, иллюстрировал многие газеты и журналы, издававшиеся в Ленинграде. Наибольшую известность получил в области художественного стекла. В этой области Успенский стал работать в 1940 году, когда по инициативе скульптора Веры Мухиной, писателя Алексея Толстого и химика Николая Качалова при Ленинградской зеркальной фабрике был открыт экспериментальный цех, где должны были разрабатываться новейшие образцы художественного стекла и технологические приёмы его производства и обработки. Успенский стал одним из ведущих художников этого цеха. За год своей работы он создал большое количество произведений искусства — ваз, кувшинов и других стеклянных сосудов из бесцветного, подсвеченного и цветного стекла. В работе пользовался приёмом свободного выдувания.
Погиб во время артиллерийского обстрела Ленинграда 8 ноября 1941 года. Его работы долгое время хранились у дочерей его друга Николая Тырсы, а в 1999 году были переданы в дар Вологодской картинной галерее.

## Работы
|              |  |  |
| Виолончелист |  |  |